# Картубулео (Трапани)
Картубулео је насеље у Италији у округу Трапани, региону Сицилија.
Према процени из 2011. у насељу је живело 76 становника. Насеље се налази на надморској висини од 24 м.